# 翰苑坊
翰苑坊位于中国安徽省黄山市徽州区呈坎镇灵山村水口，建于明正德六年（1511年），坊四柱三间三楼冲天式，柱梁为花岗石，雕刻花板采用红岩石和白麻石，上刻“恩荣”、“翰苑”字样。一说旌表方至安、方至中、方至功三房夫人。2009年，针对翰苑坊地基下沉、石构件严重风化的问题，区文化文物局和呈坎镇进行了修复，“修旧如旧”，恢复古牌坊历史原貌。2012年6月21日公布为安徽省文物保护单位。